# Xylaria digitata
Xylaria digitata är en svampart som först beskrevs av L., och fick sitt nu gällande namn av Robert Kaye Greville 1825. Xylaria digitata ingår i släktet Xylaria och familjen kolkärnsvampar.  Arten är reproducerande i Sverige. Inga underarter finns listade i Catalogue of Life.